# Cristian Cauz
Cristian Cauz (Pordenone, 15 agosto 1996) è un calciatore italiano, difensore del Modena.

## Biografia
È nato a Pordenone da genitori di origine pordenonese.

## Carriera
È cresciuto nel settore giovanile del Pordenone, con cui ha debuttato in Serie D nella stagione 2012-2013. Successivamente è stato acquistato dallo Spezia che lo ha assegnato alla propria formazione Primavera. Nella stagione 2015-2016 ha giocato in prestito prima al Pro Piacenza in Lega Pro e, da gennaio, alla Massese in Serie D.
Nell'estate del 2016 è passato a titolo definitivo al Real Forte Querceta, con cui ha trascorso due stagioni da titolare in Serie D. Nel 2018 è stato acquistato dal Parma e nelle due stagioni successive è stato prestato al Piacenza ed al Trapani, con cui ha esordito in Serie B.
Il 16 gennaio 2020 è passato a titolo gratuito al Ravenna, per poi passare al Lecco dopo soli sei mesi. Con i lariani ha disputato una sola stagione dopodiché ha firmato con la Reggiana, con cui ha centrato la promozione in Serie B al termine della stagione 2022-2023.
Il 10 luglio 2023 ha firmato un contratto biennale con il Modena, altra formazione di Serie B.

## Statistiche

### Presenze e reti nei club
Statistiche aggiornate al 13 maggio 2025.
| Stagione                             | Squadra                              | Campionato                           | Campionato | Campionato | Coppe nazionali | Coppe nazionali | Coppe nazionali | Coppe continentali | Coppe continentali | Coppe continentali | Altre coppe | Altre coppe | Altre coppe | Totale | Totale | Totale |
| Stagione                             | Squadra                              | Comp                                 | Pres       | Reti       | Comp            | Pres            | Reti            | Comp               | Pres               | Reti               | Comp        | Pres        | Reti        | Pres   | Reti   |        |
| ------------------------------------ | ------------------------------------ | ------------------------------------ | ---------- | ---------- | --------------- | --------------- | --------------- | ------------------ | ------------------ | ------------------ | ----------- | ----------- | ----------- | ------ | ------ | ------ |
| 2012-2013                            | Pordenone                            | D                                    | 14         | 0          | CI-D            | 0               | 0               | -                  | -                  | -                  | -           | -           | -           | 14     | 0      |        |
| 2015-gen. 2016                       | Pro Piacenza                         | LP                                   | 2          | 0          | CI-LP           | 1               | 1               | -                  | -                  | -                  | -           | -           | -           | 3      | 1      |        |
| gen.-giu. 2016                       | Massese                              | D                                    | 16         | 0          | CI-D            | -               | -               | -                  | -                  | -                  | -           | -           | -           | 16     | 0      |        |
| 2016-2017                            | Real Forte Querceta                  | D                                    | 30         | 0          | CI-D            | 0               | 0               | -                  | -                  | -                  | -           | -           | -           | 30     | 0      |        |
| 2017-2018                            | Real Forte Querceta                  | D                                    | 30+1       | 4          | CI-D            | 1               | 0               | -                  | -                  | -                  | -           | -           | -           | 32     | 4      |        |
| Totale Real Forte dei Marmi-Querceta | Totale Real Forte dei Marmi-Querceta | Totale Real Forte dei Marmi-Querceta | 60+1       | 4          |                 | 1               | 0               |                    | -                  | -                  |             | -           | -           | 62     | 4      |        |
| 2018-2019                            | Piacenza                             | C                                    | 22+1       | 0          | CI+CI-C         | 1+1             | 0               | -                  | -                  | -                  | -           | -           | -           | 25     | 0      |        |
| 2019-gen. 2020                       | Trapani                              | B                                    | 7          | 0          | CI              | 2               | 0               | -                  | -                  | -                  | -           | -           | -           | 9      | 0      |        |
| gen.-giu. 2020                       | Ravenna                              | C                                    | 7+2        | 0          | CI+CI-C         | -               | -               | -                  | -                  | -                  | -           | -           | -           | 9      | 0      |        |
| 2020-2021                            | Lecco                                | C                                    | 26+1       | 1          | CI              | 0               | 0               | -                  | -                  | -                  | -           | -           | -           | 27     | 1      |        |
| 2021-2022                            | Reggiana                             | C                                    | 23+1       | 3          | CI-C            | 0               | 0               | -                  | -                  | -                  | -           | -           | -           | 24     | 3      |        |
| 2022-2023                            | Reggiana                             | C                                    | 24         | 2          | CI+CI-C         | 1+1             | 0               | -                  | -                  | -                  | SC-C        | 1           | 0           | 27     | 2      |        |
| Totale Reggiana                      | Totale Reggiana                      | Totale Reggiana                      | 47+1       | 5          |                 | 2               | 0               |                    | -                  | -                  |             | 1           | 0           | 51     | 5      |        |
| 2023-2024                            | Modena                               | B                                    | 20         | 0          | CI              | 0               | 0               | -                  | -                  | -                  | -           | -           | -           | 20     | 0      |        |
| 2024-2025                            | Modena                               | B                                    | 24         | 1          | CI              | 1               | 0               | -                  | -                  | -                  | -           | -           | -           | 25     | 1      |        |
| Totale Modena                        | Totale Modena                        | Totale Modena                        | 44         | 1          |                 | 1               | 0               |                    | -                  | -                  |             | -           | -           | 45     | 1      |        |
| Totale carriera                      | Totale carriera                      | Totale carriera                      | 245+6      | 11         |                 | 9               | 1               |                    | -                  | -                  |             | 1           | 0           | 261    | 12     |        |